# Нови-Садский университет
Университет города Нови-Сад (серб. Универзитет у Новом Саду / Univerzitet u Novom Sadu) — сербский университет в городе Нови-Сад, второй по величине в стране. Основан в 1960 году.
Включает в себя 14 факультетов, из которых технический факультет имени Михайла Пупина находится в городе Зренянин (образован в 1986 году на основе созданного в 1974 году технико-педагогического училища), педагогический факультет — в городе Сомбор, экономический и строительный факультеты, а также учительский факультет с преподаванием на венгерском языке — в городе Суботица, остальные — в городе Нови-Сад.
Университет располагает кампусом — комплексом зданий, раскинувшихся на значительной территории между центром города и Дунаем.
В состав Университета входит Академия Искусств.

## Почётные доктора
- Вукобратович, Миомир